# Bob Ross (pittore)
Robert Norman Ross, detto Bob (Daytona Beach, 29 ottobre 1942 – Orlando, 4 luglio 1995), è stato un pittore, militare e personaggio televisivo statunitense.
È famoso per aver creato il programma televisivo The Joy of Painting, trasmesso su PBS negli Stati Uniti d'America tra il 1983 e il 1994, e andato in onda anche in Canada, America Latina e Europa. Nella mezz'ora di spettacolo, Bob Ross insegnava ai telespettatori a dipingere ad olio delle scene naturali. 

Per le caratteristiche dei suoi video, durante i quali Bob Ross parlava ai telespettatori con tono estremamente pacato e fare gentile, spesso (soprattutto nella cultura di internet) i video di The Joy of Painting vengono associati al fenomeno dell'ASMR e Bob Ross viene indicato come "precursore" di questo fenomeno.

## Biografia

### Gioventù e primi lavori
Bob Ross è nato a Daytona Beach, Florida, da Jack e Ollie Ross (rispettivamente un falegname e una cameriera), ed è cresciuto a Orlando, Florida. Da bambino, a Bob Ross piaceva prendersi cura di animali feriti, presumibilmente inclusi un armadillo, un serpente e un alligatore. Uno di questi animali, uno scoiattolo chiamato "Peapod", è apparso in alcuni episodi del suo show. Aveva anche un fratellastro di nome Jim, come ha menzionato durante uno degli episodi del suo show. Ha lasciato la scuola superiore a 15 anni per lavorare come falegname insieme a suo padre, Jack Ross, e in un'occasione sul lavoro ha perso parte del dito indice. Questo, tuttavia, non gli ha fatto cambiare il modo in cui impugnava la tavolozza quando dipingeva.

### Carriera militare
Nel 1961, Bob Ross, allora diciottenne, si arruolò nella United States Air Force e lavorò come tecnico degli archivi medici. Alla fine venne promosso al grado di sergente capo e servì come primo sergente alla U.S. Air Force Clinic della Eielson Air Force Base, in Alaska, dove vide per la prima volta la neve e le montagne, temi che sarebbero diventati ricorrenti nei suoi dipinti. Sviluppò la sua veloce tecnica di pittura per vendere quadri durante le sue brevi pause dal lavoro. Avendo ricoperto posizioni militari in cui era richiesto che lui fosse, con le sue parole, "duro" e "cattivo", "il tizio che ti mette a spazzare la latrina, il tizio che ti fa rifare il letto, il tizio che ti urla contro per essere arrivato tardi al lavoro", Ross decise che se avesse mai lasciato l'esercito non avrebbe mai più alzato la voce contro qualcuno.

## Carriera come pittore
Durante i suoi 20 anni di mandato presso la United States Air Force, Ross sviluppò un particolare senso artistico dopo aver seguito un corso d'arte al Anchorage U.S.O. Club. Si trovò spesso in disaccordo con molti dei suoi istruttori, che erano più interessati alla pittura astratta.
Ross lavorava come barista part-time quando scoprì un programma televisivo chiamato The Magic of Oil Painting, condotto dal pittore tedesco Bill Alexander. Alexander promuoveva una tecnica di pittura ad olio del XVI secolo detta "Alla prima" (wet-on-wet, in inglese), che gli permetteva di completare un dipinto in poco meno di 30 minuti. Ross studiò la tecnica di Alexander attraverso il suo show e divenne infine abbastanza bravo da poter vendere i suoi dipinti, che mostravano paesaggi dell'Alaska realizzati sul retro di vecchie bateie. Nel 1981, quando i profitti dalla vendita dei suoi dipinti superarono quanto guadagnava con l'esercito, Ross abbandonò l'Air Force dopo 20 anni di servizio, con il rango di sergente capo, e divenne famoso a livello mondiale per la creazione e la conduzione del programma televisivo The Joy of Painting.
Prima che lo show iniziasse, Ross aveva ottenuto un moderato successo nel promuovere la sua tecnica di pittura. La sua riconoscibile permanente, che divenne in seguito un simbolo del personaggio stesso, venne adottata inizialmente come un sistema per abbattere i costi, dal momento che i suoi usuali tagli militari stavano diventando troppo costosi. Ross si trovò sempre più a disagio con il suo nuovo taglio di capelli, ma lo mantenne per tutta la durata dello show.
La prima stagione dello show andò in onda dall'11 gennaio 1983 al 17 maggio 1994, ma gli episodi continuarono ad essere trasmessi in molte aree e paesi diversi, incluso il canale Create della rete PBS. Durante ciascun episodio, della durata di circa mezz'ora, Ross insegnava ai telespettatori una veloce tecnica di pittura a olio tramite semplici passaggi e una tavolozza di pochi colori, invitando a dare libero sfogo all'immaginazione. La critica d'arte Mira Schor lo ha paragonato a Fred Rogers, conduttore del programma televisivo Mister Rogers' Neighborhood, notando che la voce delicata di Ross e il suo rilassato modo di parlare erano molto simili.
Con l'aiuto di Annette Kowalski, Ross costruì un business da 15 milioni di dollari, la Bob Ross Inc., vendendo la sua attrezzatura da pittura e fornendo corsi di pittura tenuti da istruttori che a loro volta erano stati formati nel "metodo Bob Ross". Tutti i suoi ricavati, diceva, derivavano da quelle risorse; lo show era pensato come un modo per promuovere i suoi corsi e vendere i suoi prodotti. Tutti i suoi dipinti, inclusi quelli realizzati durante lo show, erano donati alla stazione di PBS.
Ross inoltre riprendeva gli animali nel suo giardino, scoiattoli in particolare, e spesso portava in casa scoiattoli feriti o altri animali abbandonati. Alcuni piccoli animali compaiono anche su alcune delle sue tele in The Joy of Painting.

## Malattia e morte
In seguito alla diagnosi di un linfoma, nella primavera del 1994, Ross alla fine smise di lavorare dopo che l'ultimo episodio di The Joy of Painting andò in onda, il 17 maggio 1994. Bob Ross morì all'età di 52 anni, il 4 luglio 1995. È stato sepolto al Woodlawn Memorial Park di Gotha, Florida, sotto una placca commemorativa che recita: "Bob Ross; Television Artist" (Bob Ross; artista televisivo). Ross mantenne segreta la sua diagnosi al grande pubblico, e l'esistenza del linfoma non venne scoperta al di fuori del suo circolo di parenti e amici fino alla sua morte.

## Altro
Il Teaser Trailer di Deadpool 2 dal titolo "wet on wet" è una parodia in omaggio al pittore Bob e al suo programma tv.
La sua inconfondibile sagoma compare con le fattezze del protagonista in una breve scena di Ralph spacca Internet, intenta a illustrare al pubblico le sue celebri lezioni di pittura.
Inoltre in un episodio della serie Euphoria viene mostrato il personaggio di Lexi travestito proprio da Bob Ross a una festa di Halloween.
Il dodicesimo episodio della seconda stagione de I Griffin, Quindici Minuti di Vergogna, inizia con un breve sketch in cui Peter cerca di dipingere un quadro seguendo uno dei tutorial di Bob Ross.